# Gergely Rudolf
Gergely Rudolf, född 9 mars 1985 i Nyíregyháza, är en ungersk fotbollsspelare som senast spelade för Videoton. Han har även representerat Ungerns fotbollslandslag.

## Serie A-karriär

### Genoa CFC
Sommaren 2010 skrev Rudolf på ett kontrakt för Serie A-klubben Genoa CFC. Rudolf gjorde sitt första mål i en match mot Roma på Stadio Olimpico. Han spelade 383 minuter i Genoa. Efter att fått sparsamt med speltid under första halvan av säsongen lånades han ut till Bari till juni 2011.

### AS Bari
Rudolf gjorde sitt andra mål i Serie A i debutmatchen med Bari mot Juventus, men Juventus vann ändå med 2-1.

## Internationell karriär
Rudolf spelade för Ungerns U-17-lag mellan 2001 och 2002. Mellan 2003 och 2004 spelade han för Ungerns U-19-lag. Sedan 2008 spelar han för det Ungerska A-laget. Han var en viktig spelare i Ungerns lag i kvalet till VM 2010, där han gjorde målet för Ungern i 1-2-bortaförlusten mot Sverige den 10 september 2008. Rudolf gjorde sitt andra internationella mål i en match mot Moldavien. Man vann matchen med 2-1. Han gjorde sedan sitt 3:e och 4:e internationella mål mot San Marino, där Ungern vann med 8-0 på hemmaplan.